# Каледония (округ)
Каледония (англ. Caledonia County) — округ в штате Вермонт, США. Официально образован в 1796 году. По состоянию на 2010 год, численность населения составляла 31 227 человек.

## География
По данным Бюро переписи США, общая площадь округа равняется 1704,222 км2, из которых 1680,912 км2 — суша, и 9,000 км2, или 1,300 %, — это водоемы.

## Население
По данным переписи населения 2000 года в округе проживает 29 702 жителя в составе 11 663 домашних хозяйства и 7 895 семей. Плотность населения составляет 18,00 человек на км2. На территории округа насчитывается 14 504 жилых строения, при плотности застройки около 9 строений на км2. Расовый состав населения: белые — 97,48 %, афроамериканцы — 0,29 %, коренные американцы (индейцы) — 0,55 %, азиаты — 0,37 %, гавайцы — 0,01 %, представители других рас — 0,23 %, представители двух или более рас — 1,07 %. Испаноязычные составляли 0,68 % населения независимо от расы.
В составе 32,40 % из общего числа домашних хозяйств проживают дети в возрасте до 18 лет, 53,60 % домашних хозяйств представляют собой супружеские пары проживающие вместе, 10,40 % домашних хозяйств представляют собой одиноких женщин без супруга, 32,30 % домашних хозяйств не имеют отношения к семьям, 25,60 % домашних хозяйств состоят из одного человека, 11,00 % домашних хозяйств состоят из престарелых (65 лет и старше), проживающих в одиночестве. Средний размер домашнего хозяйства составляет 2,46 человека, и средний размер семьи 2,95 человека.
Возрастной состав округа: 25,30 % — моложе 18 лет, 8,80 % — от 18 до 24, 26,30 % — от 25 до 44, 25,30 % — от 45 до 64, и 25,30 % — от 65 и старше. Средний возраст жителя округа — 38 лет. На каждые 100 женщин приходится 97,50 мужчин. На каждые 100 женщин старше 18 лет приходится 94,50 мужчин.
Средний доход на домохозяйство в округе составлял 34 800 USD, на семью — 42 215 USD. Среднестатистический заработок мужчины был 30 438 USD против 21 973 USD для женщины. Доход на душу населения составлял 16 976 USD. Около 9,00 % семей и 12,30 % общего населения находились ниже черты бедности, в том числе — 16,60 % молодежи (тех, кому ещё не исполнилось 18 лет) и 10,00 % тех, кому было уже больше 65 лет.